# Massimo Stanzione

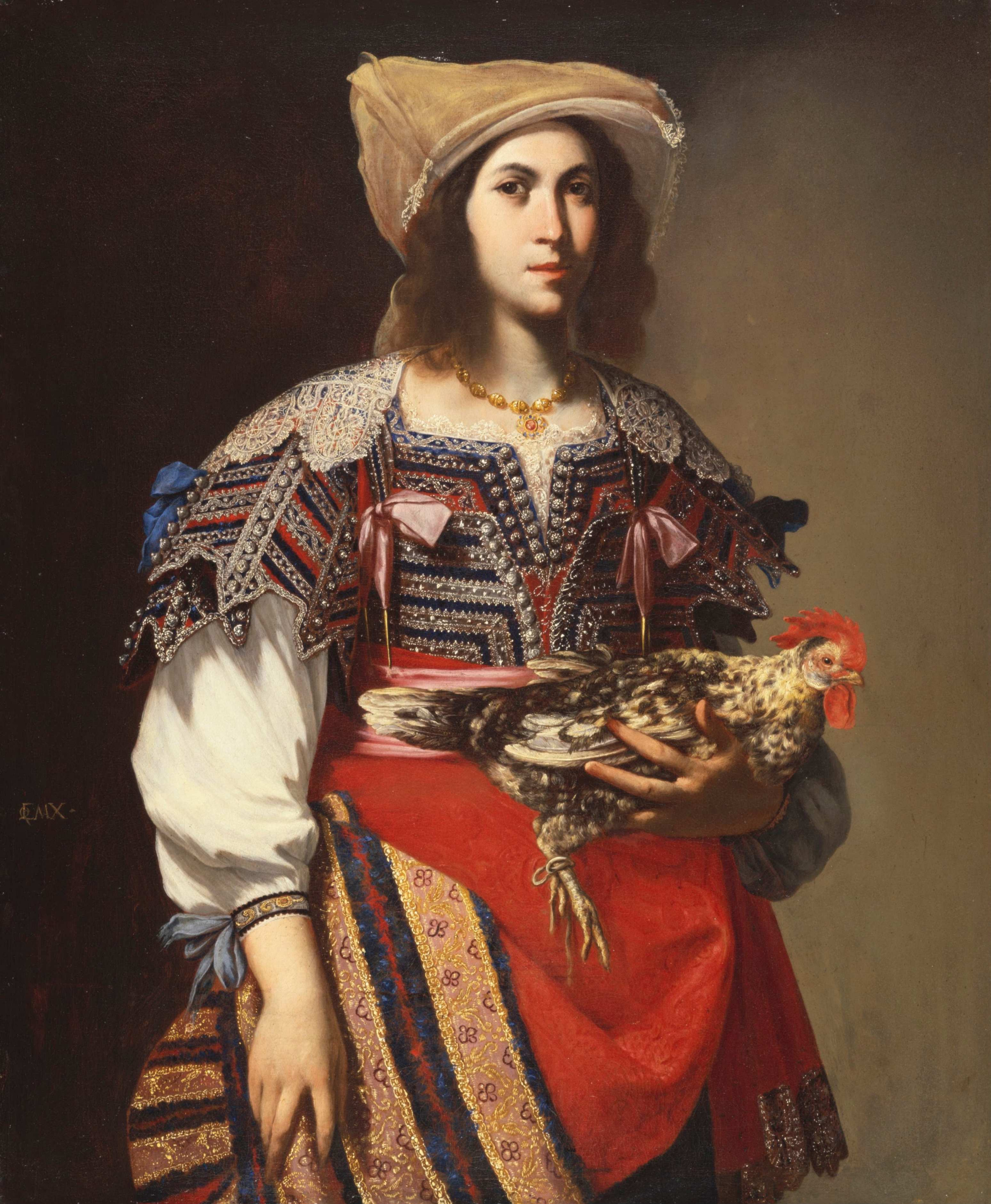
Nápolyi nő portréja népviseletben (1635) – San Franciscó-i Szépművészeti Múzeumok

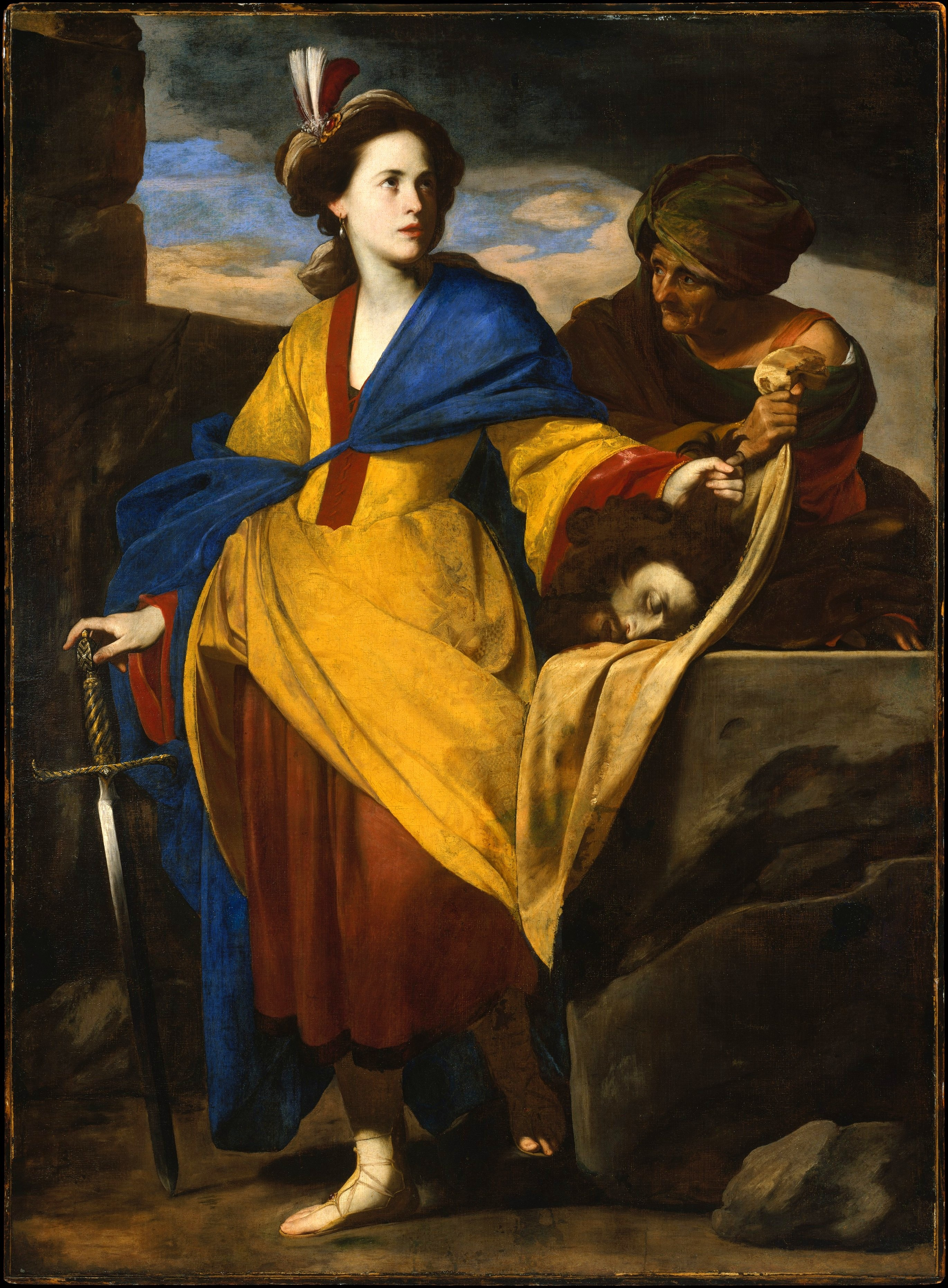
Judit Holofernész fejével (1630-35 k.) – Metropolitan Museum of Art, New York

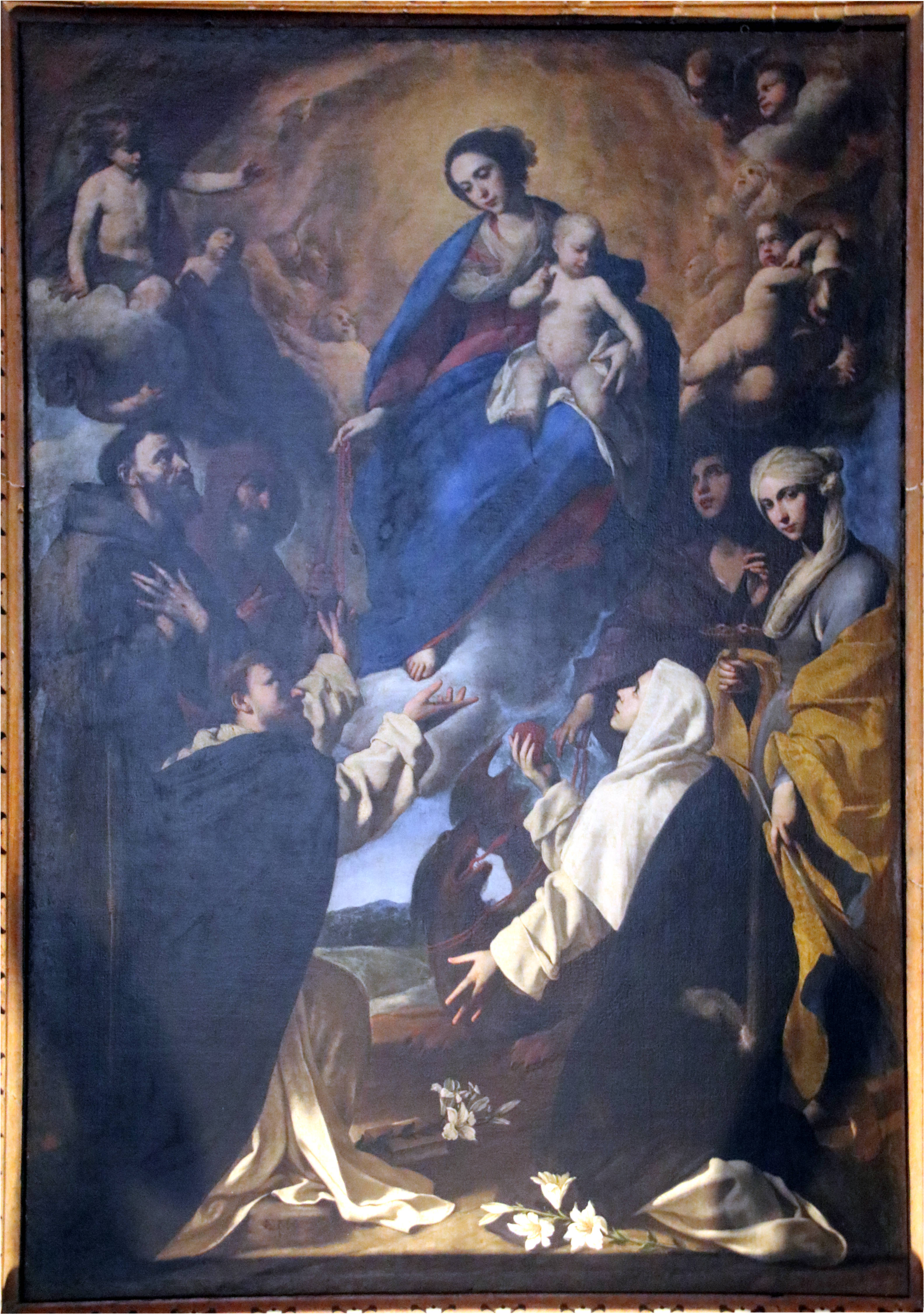
A Rózsafüzér Madonnája, Cappella Cacace, San Lorenzo Maggiore-bazilika, Nápoly

Massimo Stanzione (Frattamaggiore vagy Orta di Atella, 1585 – Nápoly, 1656) itáliai festő, aki főként Nápolyban, barokk stílusban alkotott.
A „nápolyi Guido Reni” volt a beceneve, mivel a 17. századi nápolyi iskola egyik legfontosabb festője volt. Műveiben Guido Reni és Domenichino emiliánus festészetének hatása a Caravaggio utáni tenebrizmussal ötvöződik.

## Élete

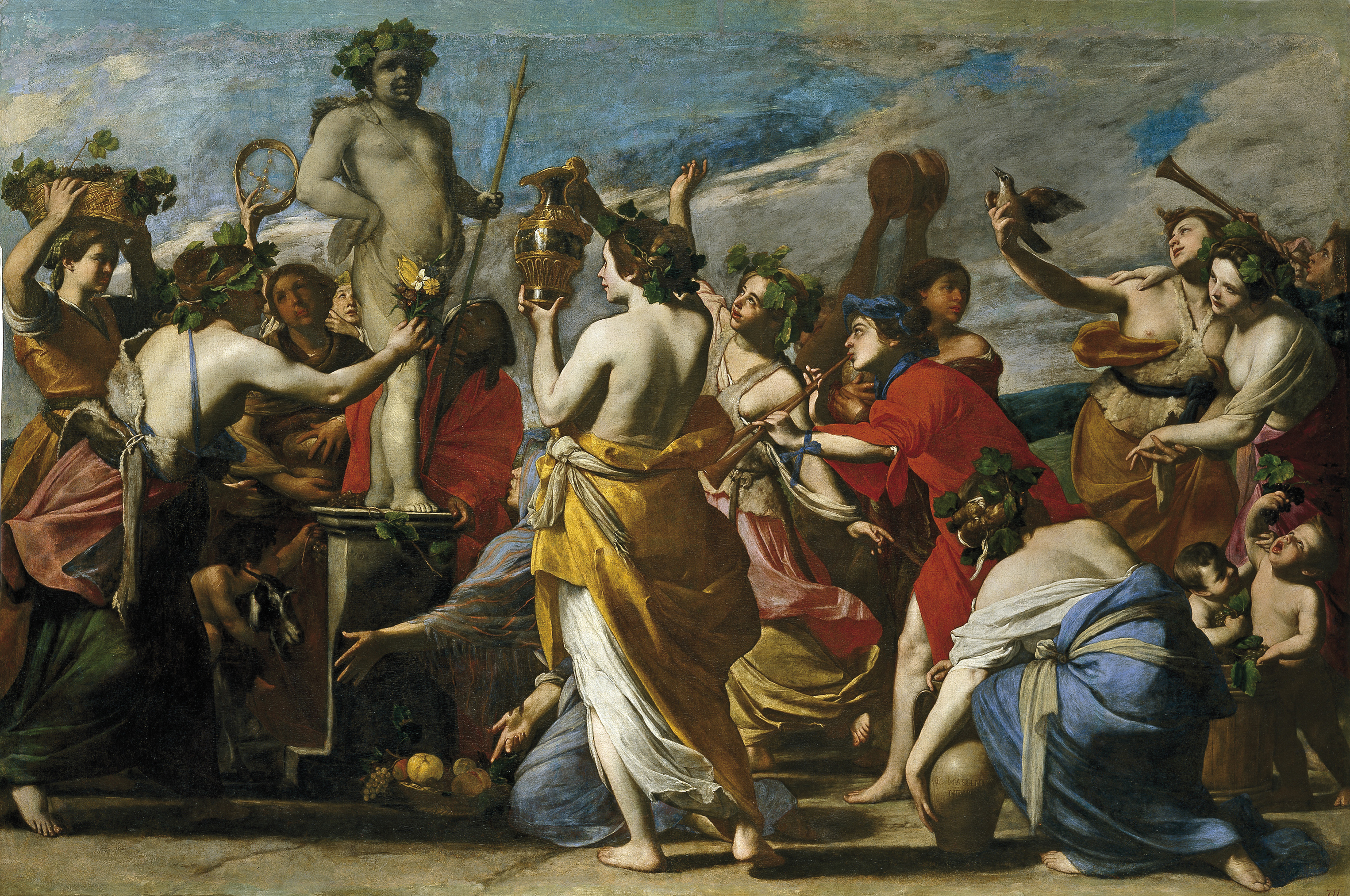
Áldozat Bacchusnak, - Prado Múzeum

Frattamaggioréban vagy Orta di Atellában született. Művészi képzésének története bizonytalan. Valószínűleg Fabrizio Santafede és Battistello Caracciolo tanítványa volt, majd stílusát Rómában gazdagította, amikor 1617-ben odaköltözött, hogy 1630-ig ott is maradjon. Az „Örök Városban” az eklektikus festészet felé fordult, amely Caravaggio, Guido Reni, Artemisia Gentileschi, Annibale Carracci és Simon Vouet ihletésére született.
Kölcsönös tiszteleten alapuló fontos munkapartnersége jött létre Gentileschivel. Ez a kapcsolat láthatóan jelentős volt Stanzione művészi fejlődésében is. Egyes dokumentumok azt mutatják, hogy Stanzione és Gentileschi ugyanabban az évben, 1630-ban költözött Nápolyba. Bernardo De Dominici a kettejük közötti kapcsolatot "
„informális tanulószerződéses gyakorlatnak” nevezi. Úgy tűnik, a nápolyi festő elkísérte kollégáját, hogy megfigyelje őt festés közben. Többször közreműködtek olyan munkákban is, mint például a Keresztelő János születése IV. Fülöp spanyol király számára a Buen Retiro-palotában.
Feltételezések szerint pályáján portréfestőként indult. Valóban, leghíresebb munkái közé tartozik a Nápolyi nő portréja népviseletben és Jerome Bankes portréja. A nápolyi festő tevékenysége azonban nem csak egy jellegzetességre összpontosult. Legfontosabb alkotásait valójában a nagy oltárképeken, valamint a nápolyi templomok freskóciklusain ismerhetjük fel. Ebben az értelemben emlékezhetünk a San Mauro-kápolna (1631–1637) és a nápolyi Certosa di San Martinó-i Keresztelőkápolna (1644–1651) freskóira és vásznaira, továbbá a pozzuoli katedrális számára 1650 körül készült festményre, amely Szent Patrobát ábrázolja, amint a pozzuoli híveknek prédikál. Aztán a nápolyi San Paolo Maggiore-bazilika freskóciklusára. Stanzione másik figyelemreméltó alkotására, a Bacchus nagy áldozata címűre, amely ma a madridi Pradóban látható, más, Keresztelő Szent János életét bemutató festményekkel együtt.
A helyi nápolyi tevékenysége azonban hamarosan utat nyitott számára a 17. századi nápolyi festészetben, és a század elején gyakorlatilag az egyik fő nápolyi festővé vált. Ez oltárképeinek, freskóciklusainak és iskolájának köszönhető, amelyben olyan neves művészek születtek, mint Pacecco De Rosa, Agostino Beltrano, Francesco Guarini, Andrea Malinconico, Antonio De Bellis, Onofrio Palumbo, Giuseppe Marullo, Giovan Battista di Spinelli, Anneli. Massimo, Giuseppe Piscopo, Carlo Rosa, Santillo Sannini. 
Sok éven át versengett Jusepe de Ribera valenciai festővel a helyi művészeti szcéna feletti uralomért.
Stanzione színereje és naturalizmusa nagy hatással volt a következő korszakok más helyi művészeire, mindenekelőtt Francesco Solimenára. 1621-ben XV. Gergely pápa az Aranysarkantyú-rend lovagja címet adományozta neki, Spanyolországban Maximus lovag címet adták neki.
1627-ben VIII. Orbán pápától megkapta a Krisztus lovagja címet művészi érdemeiért. Tanítványa volt Annella di Massimo, más néven Aniella di Beltrano, vagy Anniella De Rosa, Pacecco De Rosa nővére. Nem tudni biztosan, hogy a művész hol halt meg, akár az egyik ascensionei, akár egy másik karitai otthonában. Egyértelműnek tűnik azonban, hogy oka az 1656-os pestisjárványban keresendő, ahogyan más, ugyanabban az évben elhunyt nápolyi festőkkel is történt.

## Művei

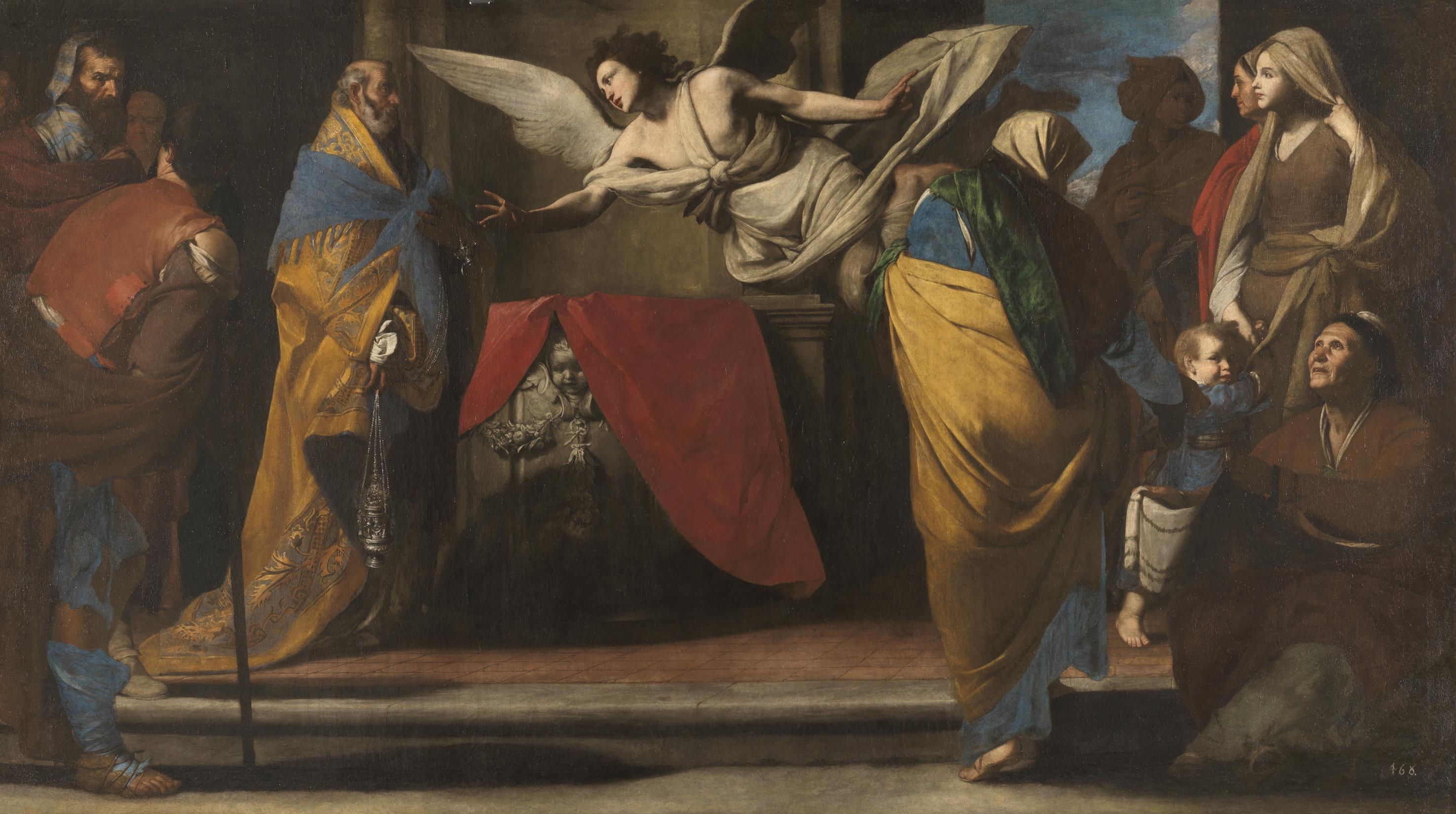
Angyali üdvözlet Zakariásnak, Keresztelő János születéséről, Prado Múzeum

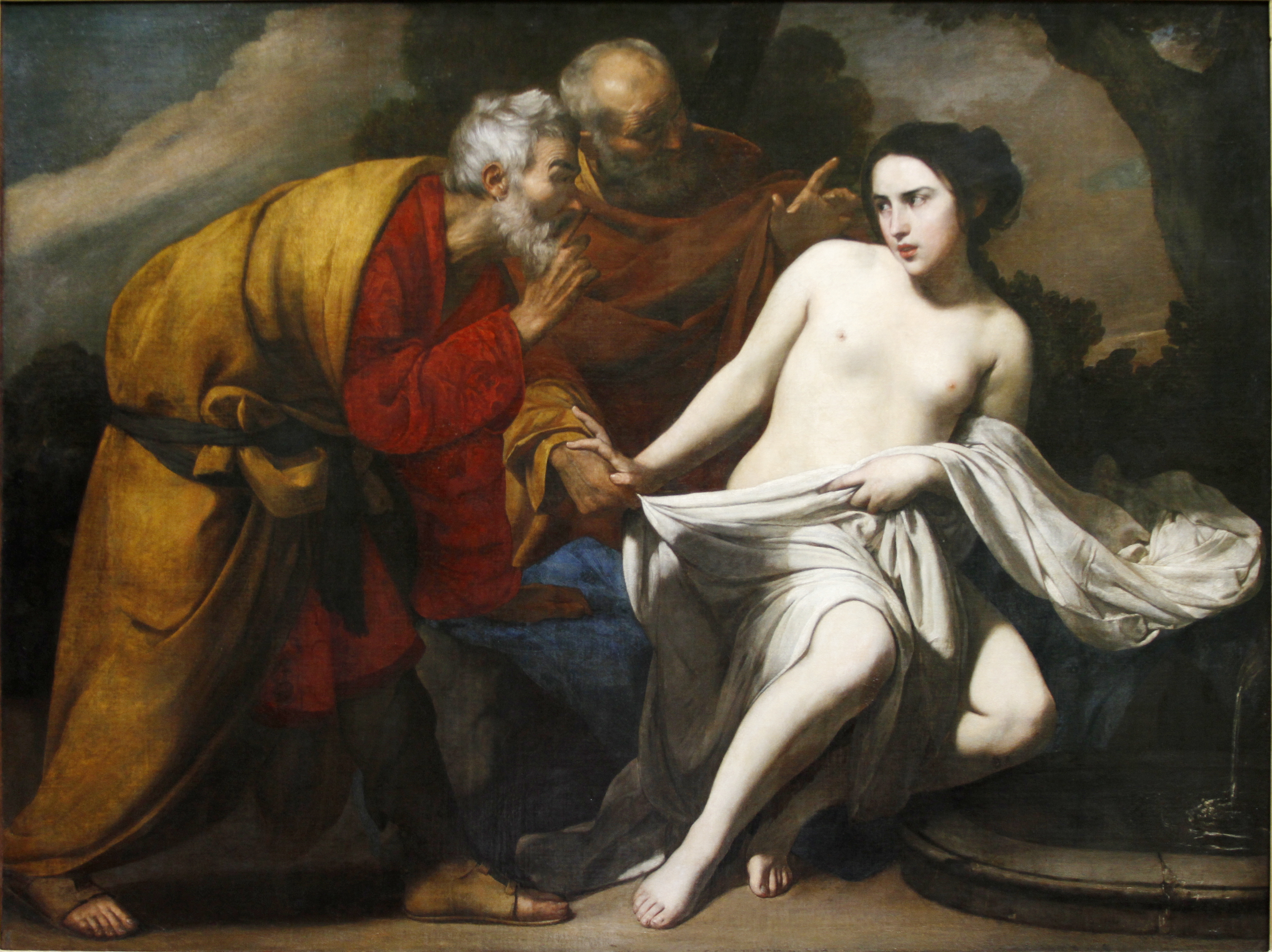
Zsuzsanna és a vének, Städel Museum, Frankfurt am Main

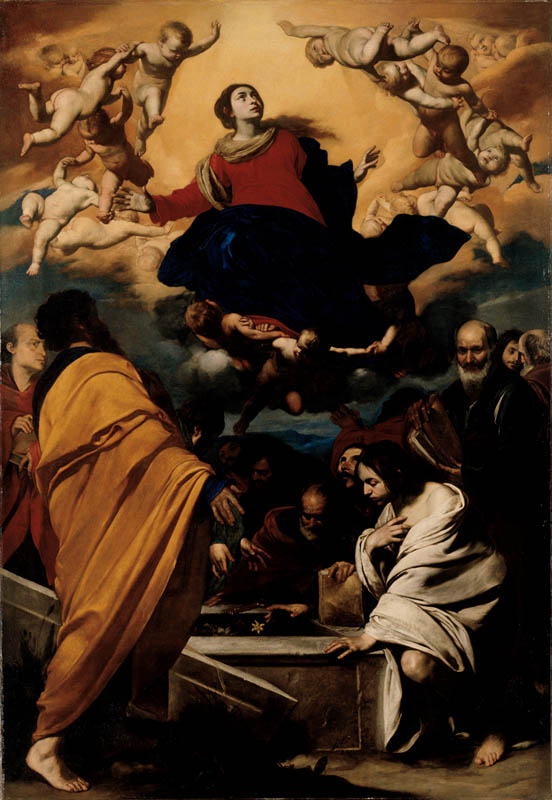
Szűz Mária mennybemenetele, Észak-Karolinai Művészeti Múzeum

- A Szűz házassága (1618), olaj, vászon, Giugliano in Campania, Annunziata-templom
- Háromkirályok imádása (1620 körül), olaj, vászon, 232 x 201 cm, magángyűjtemény
- Pietà (1621–1625), olaj, vászon, 130 x 181 cm, Róma, A Palazzo Barberini Ókori Művészeti Nemzeti Galériája
- Szent Ágota vértanúsága (1623–1625), olaj, vászon, 204 x 150 cm, Nápoly, Capodimonte Nemzeti Múzeum
- Mózes áldozata (1625–1630), olaj, vászon, 288 x 225 cm, Nápoly, Capodimonte Nemzeti Múzeum
- Keresztelő János lefejezése (1634 körül), olaj, vászon, 184 x 258 cm, Madrid, Prado Múzeum
- Szent Ágota a börtönben (1635–1640), olaj, vászon, 231 x 180 cm, Nápoly, Capodimonte Nemzeti Múzeum
- Pietà (1638), olaj, vászon, Certosa di San Martino
- Utolsó vacsora (1639), olaj, vászon, Certosa di San Martino
- A Tisztítótűzben szenvedők Madonnája (1638–1642), olaj, vászon, Nápoly, Santa Maria delle Anime del Purgatorio ad Arco-templom
- Megszállott nő megszabadítása (1643), olaj rézre, Nápoly, San Gennaro Kincsének Királyi Kápolnája
- A Szent Szűz Hugó és Anzelm szentek között (1644), olaj, vászon, Nápoly, Certosa di San Martino
- A Szent Szűz koronázása (1649), olaj, vászon, Nápoly, San Giovanni Battista delle Monache-templom (jelenleg raktárban)
- Szent Patroba prédikál a pozzuoli híveknek (1650 körül), olaj, vászon, Pozzuoli, San Procolo-katedrális
- A Rózsafüzér Madonnája (1653 körül), olaj, vászon, Nápoly, San Lorenzo Maggiore-bazilika
- Magdolna meditációban (1656 körül), olaj, vászon, Matera, Basilicata Középkori és Modern Művészeti Nemzeti Múzeuma
- A Rózsafüzér Boldogasszonya, olaj, vászon, Salamanca, Iglesia de la Purísima del Convento de las Agustinas
- Emmauszi vacsora, olaj, vászon, Nápoly, Quadreria dei Girolamini
- Szeplőtelen fogantatás, olaj, vászon, Nápoly, Pizzofalcone-i Santa Maria degli Angeli-bazilika
- Vizitáció, olaj, vászon, Nápoly, Gesù Nuovo-templom
- Utolsó vacsora, olaj, vászon, Nápoly, Camaldoli Ermitázs
- Szent József halála, olaj, vászon, Nápoly, San Diego all'Ospedaletto-templom
- Páduai Szent Antal extázisban, olaj, vászon, Nápoly, Santa Brigida-templom
- A Madonna és gyermeke jelenése Szent Péter Celesztinónak, olaj, vászon, San Pietro a Majella-templom
- Angyali üdvözlet, Születés, a Szeplőtelen Szűz megkoronázása, festmények, Nápoly, Santa Maria Regina Coeli-templom
- Angyali üdvözlet, olaj, vászon, Marcianise, Santissima Annunziata-templom
- Fra' Giovanni da Altamura látomása, olaj, vászon, Nápoly, Szentségi Konfraternitás oratóriuma San Domenico Maggioréban
- Szeplőtelen fogantatás, olaj, vászon, Pescocostanzo, Jézus és Mária temploma
- Lucrezia, olaj, vászon, Nápoly, Capodimonte Nemzeti Múzeum
- A pásztorok imádása, olaj, vászon, Nápoly, Capodimonte Nemzeti Múzeum
- Madonna és gyermeke, olaj, vászon, Nápoly, Capodimonte Nemzeti Múzeum (a Sant'Agostino degli Scalzi templomból raktárban)
- Szent Aspreno felruházása, olaj, vászon, Nápoly, Palazzo Reale
- Krisztus keresztsége, olaj, vászon, Nápoly, San Pietro ad Aram-templom
- Szent Apollónia, Szent Ágnes, Páduai Szent Antal és a Gyermek Jézus, Szent János a báránnyal (vásznak), Nápoly, A Pio Monte della Misericordia képgalériája
- Bűnbánó Magdolna (vászon), Palazzo San Gervasio, Pinacoteca Camillo D'Errico
- Áldott Krisztus (olaj, vászon), L’Aquila, Abruzzo Nemzeti Múzeum

### A hét arkangyal
Az 1620 és 1630 között készült festményt jelenleg Madridban, a de las Descalzas Reales kolostorban őrzik.

## Kitüntetései

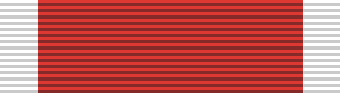
Az Aranysarkantyú-rend Lovagja, Róma, 1621

## Fordítás
- Ez a szócikk részben vagy egészben  a   Massimo Stanzione című olasz Wikipédia-szócikk ezen változatának fordításán alapul.  Az eredeti cikk szerkesztőit annak laptörténete sorolja fel. Ez a jelzés csupán a megfogalmazás eredetét és a szerzői jogokat jelzi, nem szolgál a cikkben szereplő információk forrásmegjelöléseként.

## Bibliográfia
- C. T. Dalbono: Massimo Stanzione. I suoi tempi e la sua scuola. Napoli: Tip. S. Pietro a Majella
- B. De Dominici: Vite de' pittori, scultori, ed architetti napoletani. Napoli: Ricciardi, 44–69. o.
- N. E. Lahti: The Language of Art from A to Z: Writin Plain English (angol nyelven)
- Edward Lucie-Smith: The Thames & Hudson Dictionary of Art Terms (angol nyelven). New York: Thames & Hudson
- Artemisia Gentileschi (angol nyelven). New York: Rizzoli International Publications
- Erika D. Langmuir és Norbert Lynton: The Yale Dictionary of Art and Artists (angol nyelven). New Haven (Connecticut): Yale University Press
- José de Ribera és Nicola Spinosa: Ribera. Naples (angol nyelven)
- Keith Christiansen és Judith Walker Mann: Orazio and Artemisia Gentileschi (angol nyelven)
- S. Schutze, T. C. Willette: Massimo Stanzione. L'opera completa. Napoli: Electa, 1992
- Gianluca Forgione: Stanzione, Massimo, in: Dizionario Biografico degli Italiani, Volume 94, 2019, (Digitalisat) (olaszul)
- Iadicicco